# Detlef Wolff
Detlef Wolff (* 30. Oktober 1934 in Thale; † 2004 in Bremen) war ein deutscher Autor von Kriminalromanen.
Detlef Wolff, der Publizistik und Germanistik studiert hatte, arbeitete als Kulturredakteur bei der Bremer Tageszeitung Weser-Kurier.
Um 1960 schrieb er Texte für das Studentenkabarett Das Bügelbrett. Er veröffentlichte von 1978 bis 1995 vierzehn Kriminalromane. Seine Hauptfigur ist der Warenhausdetektiv Gernot Katenkamp, der später zur  Kriminalpolizei wechselt.
Außerdem verfasste Wolff vier niederdeutsche Bühnenstücke.